# 布羅利奧太空中心
布羅利奧太空中心（Broglio Space Center）位於肯亞馬林迪附近，是義大利太空總署太空港。義大利太空總署以創始人、義大利太空先驅路易吉·布羅利奧命名。布羅利奧太空中心由羅馬大學航空航天研究中心和美國國家航空暨太空總署於1960年代合作開發，作為義大利和國際衛星發射的太空港 (1967-1988年)。布羅利奧太空中心包括一個主要的海上發射場—聖馬可平台、兩個二級控制平台和一個位於大陸的通訊地面站。
2003年，一項立法法令將該中心的管理權移交給義大利太空總署，從2004年開始，布羅利奧太空中心的名稱也改為聖馬可太空中心。雖然地面站仍在用於衛星通信，但布羅利奧太空中心目前並未當作發射場。